# Ehemalige Gendarmeriekaserne
Die Ehemalige Gendarmeriekaserne am Schlossgartenplatz 14 ist ein denkmalgeschütztes Wohnhaus in der südhessischen Stadt Darmstadt. Das Haus wurde gegen Ende des 19. Jahrhunderts als Bestandteil einer Polizeikaserne erbaut und wird bis in die Gegenwart als Wohnhaus genutzt.

## Geschichte und Beschreibung
Die ehemalige Gendarmeriekaserne bestand ursprünglich aus einem Bürohaus, einem Wohnhaus und einem separaten Pferdestall. In den Büroräumen befand sich das Bureau des Gendarmerie-Corps. Das um 1885 erbaute freistehende Eckgebäude (Dienstwohnungsgebäude) ist erhalten geblieben. Stilistisch gehört das Gebäude zum Gründerzeitstil.
Die Fassade hat eine malerische, orange und rot dezent gebänderte Ziegelverblendung und eine dezente Gliederung aus hellem Sandstein. Die Fassade ist zurückhaltend mit Zierankern und Ziegeldekorlagen geschmückt. Außer dem Haus selbst ist auch dessen schmiedeeiserne Einfriedung mit einem Tor erhalten geblieben.

## Denkmalschutz
Heute dient die ehemalige Gendarmeriekaserne Wohnzwecken. Aus architektonischen, baukünstlerischen und stadtgeschichtlichen Gründen steht das Bauwerk unter Denkmalschutz des Landes Hessen.